# Cernay (Alt Rin)
Cernay (en alsacià Sanne, (alemany) Sennheim) és un municipi francès, situat a la regió del Gran Est, al departament de l'Alt Rin. L'any 2006 tenia 10.780 habitants.

## Demografia
| 1962  | 1968  | 1975  | 1982   | 1990   | 1999   |
| ----- | ----- | ----- | ------ | ------ | ------ |
| 8.372 | 8.563 | 9.342 | 10.208 | 10.313 | 10.446 |

## Administració
| Període | Identitat    | Partit |
| ------- | ------------ | ------ |
| 1995-   | Michel Sordi | UMP    |